# Pseudonoorda photina
Pseudonoorda photina là một loài bướm đêm trong họ Crambidae.